# Dušanovo (Leskovac)
Pour les articles homonymes, voir Dušanovo.
Dušanovo (en serbe cyrillique : Душаново) est un village de Serbie situé sur le territoire de la ville de Leskovac, district de Jablanica. Au recensement de 2011, il comptait 169 habitants.

## Démographie
| 1948 | 1953 | 1961 | 1971 | 1981 | 1991 | 2002 | 2011 |
| ---- | ---- | ---- | ---- | ---- | ---- | ---- | ---- |
| 460  | 483  | 426  | 372  | 453  | 271  | 236  | 169  |

|  |